# Museo archeologico e della collegiata
Il Museo archeologico e della collegiata si trova a Casole d'Elsa, in provincia di Siena.

## Storia e descrizione
Il museo d'arte sacra è situato nei locali della canonica della collegiata di Santa Maria Assunta ed è stato inaugurato nel 1996, primo tra i musei d'arte sacra dell'area senese.
Al primo piano  sono conservate opere che testimoniano l'antico patrimonio storico del territorio di Casole d'Elsa. Tra questi spicca la Madonna col Bambino, risalente al secondo decennio del XIV secolo. Sono inoltre presenti una Maestà del pittore di scuola duccesca conosciuto come Maestro di Monterotondo, attivo alla meta del XIV secolo, un graduale et kyriale datato 1344 proveniente dalla collegiata di Casole, caratterizzato da numerose iniziali figurate dipinte da Lippo Vanni. 
È inoltre presente un gruppo di opere risalenti al XV secolo. Tra le opere di quel periodo le più significative sono un trittico raffigurante la Madonna col Bambino, san Giuliano e san Donato vescovo, opera attribuita ad un  pittore indicato come Primo Maestro di Lecceto (inizio XV secolo), Madonna con Bambino e due angeli, opera di Domenico di Michelino, Madonna col Bambino e quattro santi, di Neri di Bicci. E infine  una pala d'altare raffigurante Madonna col bambino e santi sopra la quale è posta una lunetta raffigurante la Strage degli innocenti firmata da Andrea di Niccolò e datata 1498.
Sono inoltre qui custoditi una tavola della metà del XVI secolo raffigurante La visitazione della Madonna a sant'Elisabetta, opera di Marco Bigio, un allievo del Sodoma, i Misteri del Rosario opera suddivisa in quindici quadretti realizzati da Alessandro Casolani alla fine del XVI secolo. Sempre dello stesso autore è esposta anche una Madonna col Bambino. Inoltre sono presenti due testate lignee che in origine formavano un cataletto, arredo tipico e comunissimo in area senese, con le facciate dipinte da Bernardino Mei (XVII secolo) un allievo di Rutilio Manetti.
Il Museo raccoglie, ospitati in grandi vetrine, paramenti sacri, candelieri, carteglorie, reliquiari e numerosi ostensori dei secoli XVIII e XIX.
Al secondo piano è ospitato un piccolo museo archeologico che raccoglie opere prevalentemente etrusche provenienti dalla necropoli di Orli: urne cinerarie, corredi funebri e manufatti in pietra e bronzo.